# مسجد سر پلک شهید مدرس
مسجد سر پلک شهید مدرس مربوط به سدهٔ ۸ ه.ق است و در یزد، محله سرپلک، ابتدای بازارچه واقع شده و این اثر در تاریخ ۱۶ آبان ۱۳۷۹ با شمارهٔ ثبت ۲۸۴۶ به‌عنوان یکی از آثار ملی ایران به ثبت رسیده است.